# Liste der vom Guide Michelin ausgezeichneten Restaurants in Finnland
In der Liste der vom Guide Michelin ausgezeichneten Restaurants in Finnland finden sich alle Restaurants, die mit mindestens einem Stern ausgezeichnet wurden. Derzeit (Stand 7. März 2022) sind sieben Restaurants mit einem Stern ausgezeichnet. Alle Restaurants befinden sich in Helsinki.

## Übersicht
| Ausgezeichnete Restaurants           | Ausgezeichnete Restaurants | Ausgezeichnete Restaurants | Ausgezeichnete Restaurants | Ausgezeichnete Restaurants |
| Sterne                               | Restaurant | Beschreibung | Ort                        | Bild                       |
| ------------------------------------ | --- | --- | -------------------------- | -------------------------- |
|                                      | | |                            |                            |
| Demo                                 | Das Restaurant im Bistro-Stil wurde 2003 von Tommi Tuominen und Teemu Aura eröffnet. 2007 erhielt es einen Stern im Guide Michelin, den es seitdem hält. Es serviert eine französisch und anderweitig europäisch inspirierte Küche. | Helsinki Lage |                            |                            |
| Grön                                 | Toni Kostian und Lauri Kähkönen betreiben das Grön, das vorwiegend biologische, lokale und saisonale Zutaten verwendet. 2018 erhielt es im Guide Michelin einen Stern. | Helsinki Lage |                            |                            |
| Olo                                  | Das Restaurant Olo wurde 2006 von Pekka Terävä and Petri Lukkarinen eröffnet. Es serviert nordische Küche. Seit 2011 trägt das Olo einen Stern. | Helsinki Lage |                            |                            |
| Ora                                  | Der ehemalige Chefkoch des Chef & Sommelier, Sasu Laukkonen, betreibt an selber Stelle das Ora. Die Speisen sind finnisch und bestehen aus lokalen Zutaten. | Helsinki Lage |                            |                            |
| Inari                                | Chefkoch Kim Mikkola serviert im Inari finnische Küche und kombiniert diese mit Elementen der asiatischen Küche. Das Restaurant verfügt über sieben Tische und bekam 2020 zum ersten Mal einen Stern. | Helsinki |                            |                            |
| Finnjävel Salonki                    | Das Finnjävel befindet sich in der Kunsthalle Helsinki, einem Gebäude aus den 1920er-Jahren und besteht aus dem Salonki und dem Sali. 2021 bekam das Finnjävel Salonki einen Michelin-Stern verliehen. Im Salonki werden traditionelle, lokale Gerichte serviert. Der Guide Michelin empfiehlt die Porkkanalaatikko.                     | Helsinki |                            |                            |
| Palace                               | Das Palace liegt im 10. Stock des gleichnamigen Hotels. Das Restaurant bekam seinen ersten Michelin-Stern 1987 und war damit das erste finnische Restaurant, das damit ausgezeichnet wurde. 2019 bekam es wiederum einen Stern verliehen. Das Restaurant ist im Besitz des Chefkochs Eero Vottonen und serviert moderne nordische Küche. | Helsinki |                            |                            |
| Ehemalige ausgezeichnete Restaurants | | |                            |                            |
|                                      | Ask | 2012 gründeten das Ehepaar Linda und Filip Langhoff das Restaurant Ask. Es befindet sich in Kruununhaka in Helsinki. Es serviert vornehmlich Gerichte bestehend aus biologischen und biodynamischen Zutaten. Das Ehepaar hat zuvor bei Chef & Sommelier gearbeitet. Ask erhielt 2014 seinen Michelin-Stern. Im Herbst 2019 schloss das Restaurant. | Helsinki Lage              |                            |
| George                               | 1991 Markus Maulavirta, Maija Silvennoinen und Markus Aremo erkochten den ersten finnischen Stern | Helsinki |                            |                            |
| Luomo                                | Das Luomo wurde 2009 geöffnet. Chefkoch Jouni Toivanen serviert eine "moderne Fusionsküche". Seine Vorbilder sind Heston Blumenthal und Ferran Adrià. Im Jahr darauf erhielt es einen Michelin-Stern, den es bis 2015 halten konnte. | Helsinki Lage | Bild gesucht               |                            |
| Chef & Sommelier                     | Das Restaurant wurde am 15. August 2010 eröffnet und 2017 geschlossen. Sein Chefkoch war Sasu Lakkonen. Lakkonen meint, das beste Gericht sei das bestehend aus Karotten und finnischen Käse gewesen. Er benutzte biologische Zutaten und besonders im Sommer lokale Ware. 2014 erhielt das Restaurant einen Stern.                      | Helsinki Lage |                            |                            |